# Glass of Water
"Glass of Water" foi originalmente uma canção escrita durante as sessões para o quarto álbum do Coldplay, Viva la Vida or Death and All His Friends, porém ficou fora do corte final do álbum, e mais tarde foi apresentada no Prospekt's March EP. No entanto, a canção é apresentada no encarte do álbum. O título aparece na grande pintura no livreto centrefold, acima de algumas das letras das canções, e logo na primeira página do álbum há um mapa do Brasil com letras de "Glass Of Water" rabiscado sobre ele em crayon. No entanto, a letra da canção mudou desde que a pintura foi feita.
A versão ao vivo da canção aparece no álbum ao vivo do Coldplay, LeftRightLeftRightLeft.

## Escrita e composição
Coldplay revelou ao nome da canção (juntamente com uma faixa inédita intitulada "Famous Old Painters") em 29 de outubro de 2007, através de uma mensagem em seu site e considerou as canções que apareceriam no seu (até então chamado) LP4. O anúncio também causou maiores atrasos  (na época de lançamento do novo álbum) e o escritor da mensagem assegurou aos leitores que "o prazo determinado ainda continua de pé".
O coro da canção move-se de 7⁄4 na maior parte da canção e tem rolos de piano nas seções mais suaves da música. O final também tem uma coda, em vez de uma colisão de tons genéricos no fim.

## Ao vivo
"Glass Of Water" foi tocada pela primeira vez ao vivo nos últimos concertos da fase européia da Viva la Vida Tour em 2008, no Sportpaleis em Antuérpia, na Bélgica. A partir daí começou a ser tocada regularmente nos shows, se tornando a segunda canção do EP Prospekt's March a ser executada. Um trecho do vídeo da performance foi postada no site oficial da banda um dia depois da sua primeira execução.

## Desempenho nas paradas musicais
| Parada (2008)                                     | Melhor posição |
| ------------------------------------------------- | -------------- |
| Canadá (Canadian Hot 100)                         | 92             |
| Estados Unidos (Billboard Bubbling Under Hot 100) | 23             |
| Reino Unido (The Official Charts Company)         | 134            |